# 廖名缙
廖名缙（1867年4月—1927年），字笏堂（瓠塘），湖南省瀘溪縣浦市鎮人。中国民主革命家、中华民国政治人物。

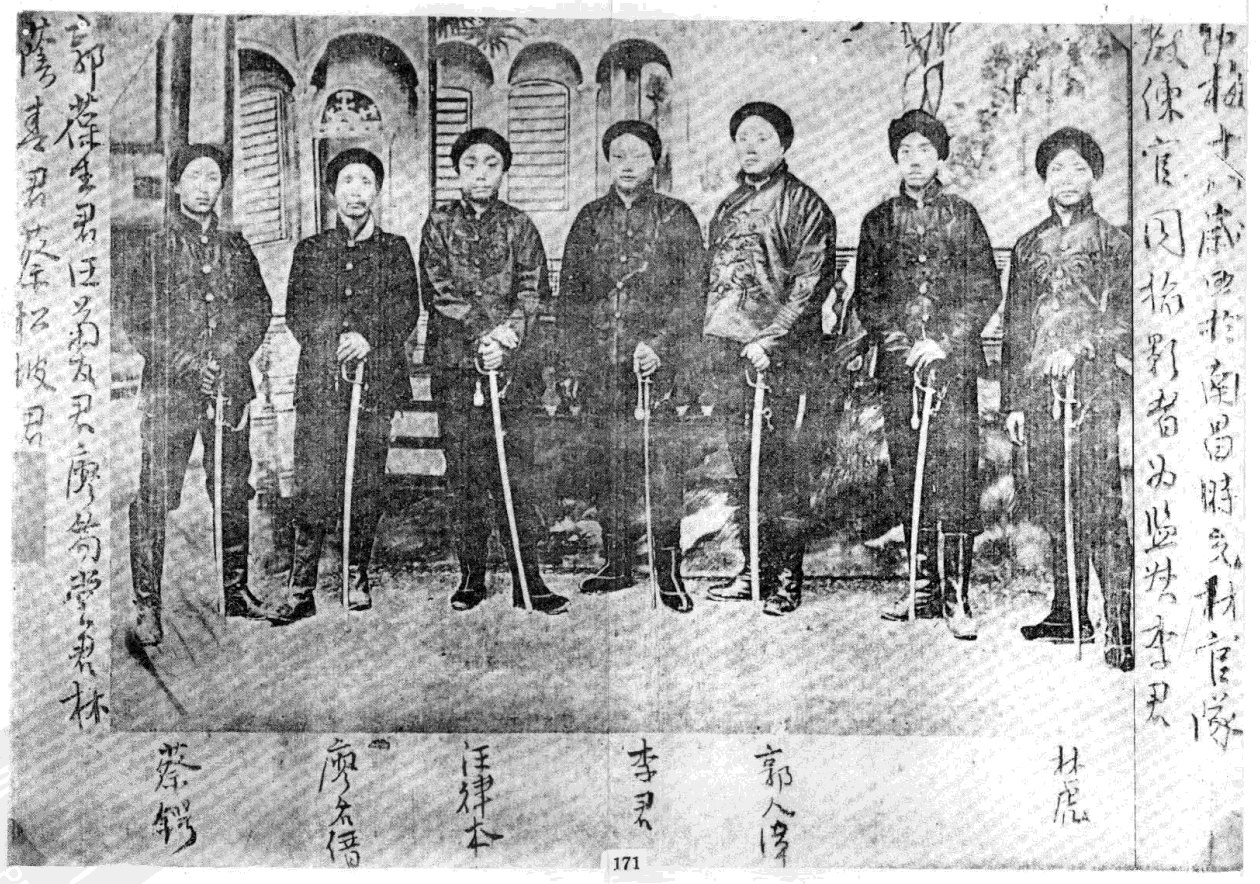
光緒三十年江西材官隊教練官林虎、趙世瑄、郭人漳、李君、汪律本、廖名縉、蔡鍔

## 生平
1867年4月，廖名缙出生於湖南省瀘溪縣浦市鎮。廖名缙幼年喪父。光緒年間，他中秀才，和同鄉汪奎到武昌兩湖書院学习。清朝光緒二十三年（1897年）丁酉鄉試，廖名縉考取拔貢。後来廖名縉以官費留學日本速成師範。歸國後，他歷任瀏陽縣教諭、湖南新軍統領、江西常備軍統領、湖南武陵道和四川永寧道道尹等職務。在江西任巡防營統領時，廖名縉在吉安設興中會分部，和宜豐的我群社、南昌的易知社互有聯絡。1904年秋，華興會派陳天華、姚宏業到江西聯絡廖名縉。廖名縉參加了江西同盟會早期活動。萍瀏醴起義失敗後，他迅速遣散革命黨人，自己則因遭清廷懷疑而被罷免職務。
清朝宣統三年（1911年），廖名縉在湖南參加辛亥革命，任湖南支部候補評議員，後為譚延闓賞識，遂任廖名縉為幕僚。他於1911年還任各省都督府代表聯合會湖南代表。1914年（民國3年），廖名縉當選為第二屆國會議員，駐北京，其間他兼任北京《平民新報》主筆，並應朋友熊希齡的邀請，任香山慈幼院副院長。國會解職後，廖名縉寓居長沙，曾在幾所中學任教。1914年6月14日，他和刘人熙等在长沙创办船山学社，刘人熙、彭政枢、廖名缙、石广权为社长。1915年8月20日，刘人熙、曹佐熙、徐明谔、彭政枢、廖名缙等人倡议创办了《船山学报》。晚年他皈依佛教，並任九世班禪的秘書長。
民國十六年（1927年），廖名縉病逝，享年60歲。

## 著作
- 百槲溪堂文集
- 百槲溪堂詩集
- 西山枕石集
- 秋湖集
- 香山遊覽吟
- 五台山遊記